# Высший педагогический колледж им. Ж. Досмухамедова
Высший педагогический колледж им. Жаханши Досмухамедова — педагогическое учебное заведение в городе Уральск Республики Казахстан.

## История
Началом работы  колледжа считается с открытия в Западном регионе в 1913 году учительской семинарии. В 1920 году на базе семинарии открылся 4-хлетний педагогический техникум. До открытия в городе Уральск педагогического института он был одним из первых учебных заведений и в республике, и области.
В 1937 году педагогический техникум был переименован в Уральское педагогическое училище. В годы Великой Отечественной войны училище было переведено в поселок Фурманово.
В 1957 году в связи с открытием педагогического факультета (факультет по подготовке воспитателей детских садов и высококвалифицированных учителей начальных классов) в Уральском педагогическом институте, набора в педагогическое училище не было. В 1967 году в связи закрытием педагогического факультета, Уральское педагогическое училище возобновило свою деятельность.
В 1994 году училище приобрело статус колледжа. В 1998 году колледжу было присвоено имя известного казахского общественного деятеля Ж.Досмухамедова. В 2003 году перед зданием колледжа был установлен памятник Жаханше Досмухамедову.
В 2018 году присвоено звание Высшего педагогического колледжа имени  Ж. Досмухамедова.
С 1994 по 2018 год колледж возглавляла доктор педагогических наук, профессор, академик Курманалина Шалкыма Хайруллаевна. С 2018 года возглавляет доктор педагогических наук Бахишева Светлана Мендыгалиевна.

## Достижения
• В 2000, 2009 годах в республиканских конкурсах «Лучший колледж года», «Лучшее учебное заведение ТиПО» колледж занял 3-е места, в 2006, 2009 годах в областных конкурсах «Лучший колледж года», «Лучшее учебное заведение ТиПО» колледж занял 1-е места.
• В 2003 году на республиканской выставке «Программные и информационные технологии в образовании» электронная методическая система по методике обучения математике отмечена дипломом ІІ степени.
• В 2004, 2006 годах колледж стал дипломантом III и IV Международного форума «Информатизация образования Казахстана и стран СНГ».
• С 2005 года колледж является коллективным членом Академии педагогических наук Казахстана.
• В 2007 году колледж получил сертификат системы качества менеджмента ИСО 9001:2001.
• В 2007 году колледж принял участие на республиканской выставке учебников и УМК «Государственный язык – золотой пьедестал страны»
• 2008 году на международной выставке «Образование – инвестиции в успех», прошедшей в Астрахани, колледж подписал меморандум с Астраханским социально-педагогическим колледжем о взаимном сотрудничестве.
• В 2008 году получил Гран-при в республиканском конкурсе «Лучшая методическая служба».
• С 2009 года начата экспериментальная работа по внедрению кредитной и дистанционной технологий обучения по специальности 0105000 «Начальное образование».
• С 2011 года для углубленного изучения английского языка в учебный процесс внедряется проект мультимедийного курса English Discoveries в режиме offline и online. Программа English Discoveries включает 10-уровневый мультимедийный курс.
• В 2013 году колледж отметил 100-летний юбилей. В честь знаменательной даты была проведена Республиканская научно-практическая конференция «Внедрение инновационных технологий в системе технического и профессионального образования».
• С 2014-2015 учебного года в колледже внедрена электронная система управления и контроля. Были объединены RMS TektonIT, ITALC программы и RVI IP-видеосистемы, что позволяет проводить мониторинг, контролировать и управлять учебными кабинетами.
• 2013-2014г.г., педагогический колледж им. Ж.Досмухамедова среди 100 успешных организаций (золото) и среди 30 организаций образования ЗКО (золото) удостоен 1 места. Колледж награжден медалью «Лидер отрасли-2015», национальным сертификатом «Лидер отрасли -2015».